# Сталь-фон-Гольштейн, Иван Карлович
Барон Иван Карлович Сталь-фон-Гольштейн (1798—1868) — генерал от кавалерии, генерал-адъютант, командир 6-го армейского корпуса.

## Биография
Родился 10 июня 1798 года в имении Котцум, происходил из старинного баронского рода Эстляндской губернии, известного с XVI века. Образование получил в частном учебном заведении.
В военную службу вступил в 1814 году в конную артиллерию и 18 августа 1816 года был произведён в прапорщики 27-й конно-артиллерийской батареи. В 1826 году, будучи подпоручиком, назначен адъютантом к начальнику артиллерии 2-й армии генерал-лейтенанту К. Ф. Левенштерну и вскоре затем произведён в поручики.
В 1828—1829 годах принимал участие в кампании против турок на Дунае и в Болгарии, находился в сражениях при Силистрии, Кулевчи, Адрианополе, за боевые отличия был удостоен орденов св. Анны 3-й степени с бантом и св. Владимира 4-й степени с бантом, а также произведён в штабс-капитаны. В 1830 году переведён в гвардейскую конную артиллерию.
Во время кампании 1831 года против восставших поляков Сталь-фон-Гольштейн состоял при начальнике артиллерии действующей армии князе М. Д. Горчакове, участвовал в боях с повстанцами при Куфлеве, Минске, Ендржиеве, за отличие в сражении при Остроленке получил чин капитана, а за отличие при штурме Варшавы был произведён в полковники.
По окончании войны он командовал конной № 3 батарейной батареей 3-й гвардейской и гренадерской артиллерийской бригады.
В 1836 году Сталь-фон-Гольштейн был назначен командиром 3-й лёгкой батареи лейб-гвардии Конной артиллерии. 30 августа 1839 года произведён в генерал-майоры и назначен командиром 2-й бригады 1-й драгунской дивизии. С 24 августа 1842 года по 3 ноября 1847 года командовал лейб-гвардии Драгунским полком, после чего был назначен командиром 1-й бригады 2-й лёгкой гвардейской кавалерийской дивизии. 3 апреля 1849 года получил чин генерал-лейтенанта с назначением начальником 2-й лёгкой гвардейской кавалерийской дивизии.
25 сентября 1859 года Сталь-фон-Гольштейн был пожалован званием генерал-адъютанта, в 1861 году назначен командиром 6-го армейского корпуса, 23 апреля 1861 года произведён в генералы от кавалерии. Позднее командовал 2-м резервным корпусом.
В августе 1864 года назначен членом Комитета о раненых.
Скончался 11 октября 1868 года в Санкт-Петербурге, похоронен на Никольском кладбище Александро-Невской лавры.
Среди прочих наград Сталь-фон-Гольштейн имел российские ордена:
- Орден Святой Анны 3-й степени с бантом (1828 год)
- Орден Святого Владимира 4-й степени с бантом (1829 год)
- Польский знак отличия за военное достоинство (Virtuti Militari) 4-й степени (1831 год)
- Орден Святого Станислава 2-й степени (1833 год)
- Орден Святой Анны 2-й степени (1836 год)
- Орден Святого Георгия 4-й степени (1 декабря 1838 года, за беспорочную выслугу 25 лет в офицерских чинах, № 5701 по кавалерскому списку Григоровича — Степанова)
- Орден Святого Станислава 1-й степени (1843 год)
- Орден Святой Анны 1-й степени (1847 год)
- Орден Святого Владимира 2-й степени (1851 год)
- Орден Белого орла (1859 год)
- Орден Святого Александра Невского (10 августа 1864 года)

Иностранные ордена:
- Прусский орден Святого Иоанна Иерусалимского (1838 год)
- Прусский орден Красного орла 2-й степени со звездой (1851 год)
- Австрийский орден Железной короны 1-й степени (1853 год)
- Прусский орден Красного орла 1-й степени (1858 год)

## Семья
Жена (с 1841) — Мария Карловна Гербель (1820—1895), дочь генерала Карла Гербеля. По словам современника, г-жа Сталь «была не сколько хороша собой, сколько мила и добра, от нее все были в восторге. При полном отсутствии кокетства, она ко всем относилась с одинаковой любезностью и очаровывала своей простотой; её любили все; но влюблённых в неё не было». После смерти мужа жила постоянно в Петергофе, где дом её был местом сбора всех офицеров-улан, на лето к ней съежались все замужние дочери с мужьями и детьми, семья становилась величественной и дом служил источником неистощимых ресурсов.
В браке имела шесть дочерей — Марию (1842—1910; в замужестве графиня Тулуз-Лотрек), Елену (1843— ?; в замужестве княгиня Гагарина), Александру (1846—1922), Веру (1847— ?), Софью (1850— ?; в замужестве за В. А. Тройницким) и Елизавету (1861—1920; в замужестве за Н. И. Бобриковым), и двоих сыновей — Владимира (1853—1921; генерал—майор) и Алексея (1859—1941; генерал-лейтенант).